# Nicki Bille Nielsen
Nicki Niels Bille Nielsen (Vigerslev, 7 febbraio 1988) è un calciatore danese, attaccante del Værebro.

## Biografia
È il cugino di Daniel Wass, anch'egli calciatore professionista. Ad aprile 2014, è stato arrestato a Copenaghen mentre prendeva a calci automobili e biciclette in un parcheggio. La polizia, giunta sul posto, ha utilizzato uno spray al peperoncino per immobilizzarlo. Una volta bloccato, Bille Nielsen ha morso superficialmente un agente. A seguito della vicenda, è stato denunciato e a luglio dello stesso anno è stato reso noto che il giocatore si sarebbe dovuto presentare in tribunale a Copenaghen nell'ottobre successivo. Successivamente, l'udienza è stata posticipata al 4 dicembre poiché un testimone non sarebbe potuto essere presente in aula. L'udienza è stata però ulteriormente posticipata al mese di aprile 2015.

## Carriera

### Club
Bille Nielsen ha cominciato la carriera con la maglia del Frem, formazione all'epoca militante nella 1. Division, secondo livello calcistico danese. Il 1º settembre 2006 è stato ufficialmente ingaggiato dalla Reggina. Ha esordito in Serie A il 19 novembre 2006, subentrando a Daniele Amerini nella sconfitta per 1-0 contro l'Inter. In quella stagione, ha totalizzato 7 presenze in campionato, senza siglare reti e 2 presenze in coppa italia condite da una rete al Granillo nell'incontro Reggina-Chievo terminata 2-2.
L'anno seguente, è stato mandato in prestito al Martina, in Serie C1. Dopo 14 partite di campionato, in cui non è andato mai a segno, è stato ceduto alla Lucchese con la medesima formula. Ha collezionato altre 3 presenza, senza alcuna rete.
Nel 2008, ha fatto ritorno in patria per militare nelle file del Nordsjælland. Ha esordito nella Superligaen in data 9 novembre, subentrando a Bajram Fetai nella sconfitta per 3-2 sul campo del Randers. Ha realizzato la prima rete nella massima divisione danese in occasione della vittoria per 0-2 sul campo del Midtjylland, sfida datata 12 settembre 2009. Con questa maglia, ha vinto la Coppa di Danimarca 2009-2010.
Il 29 luglio 2010 ha avuto l'opportunità di debuttare ufficialmente nelle competizioni europee per club: è stato infatti titolare nell'andata del terzo turno preliminare dell'Europa League 2010-2011, partita in cui il suo Nordsjælland è stato sconfitto in casa per 0-1 dai portoghesi dello Sporting.
A settembre 2010, Bille Nielsen è stato ingaggiato dagli spagnoli del Villarreal. Con il Submarino Amarillo è stato impiegato prevalentemente nella squadra riserve, il Villarreal B: all'epoca, la formazione militava nella Segunda División. Ha esordito con questa maglia in data 11 settembre 2010, schierato titolare nella vittoria per 1-5 sul campo del Ponferradina, sfida in cui ha realizzato una doppietta. Ha giocato soltanto una partita nella Primera División: il 5 febbraio 2011, ha sostituito Joan Capdevila nella sconfitta casalinga per 0-1 contro il Levante.
L'anno seguente è passato in prestito all'Elche, in Segunda División. Ha debuttato in squadra il 26 agosto 2011, schierato titolare nella vittoria per 1-4 sul campo del Girona. Il 5 novembre ha realizzato le prime reti, con una doppietta ai danni del Villarreal B con cui ha contribuito alla vittoria dell'Elche per 3-0. Ha chiuso la stagione con 11 reti in 37 incontri.
Tornato al Villarreal, è stato ceduto nuovamente con la formula del prestito al Rayo Vallecano, in Primera División. Il 20 agosto 2012 ha disputato il primo incontro in squadra, schierato titolare nella vittoria per 1-0 sul Granada. È rimasto al Rayo Vallecano fino al gennaio successivo, totalizzando 11 presenze tra campionato e coppa, senza alcuna rete.
Il 3 gennaio 2013, si è trasferito ufficialmente ai norvegesi del Rosenborg, a cui si è legato con un contratto dalla durata quadriennale. Ha scelto la maglia numero 9. Ha esordito nell'Eliteserien in data 17 marzo, schierato titolare nella vittoria per 0-1 sul campo dell'Odd. Il 7 aprile ha realizzato la prima rete nella massima divisione locale, contribuendo alla vittoria per 0-4 in casa del Sogndal.
Il 28 aprile successivo, durante la partita in casa contro il Sandnes Ulf (persa per 0-1) , si è strappato la maglia poiché l'arbitro non gli ha concesso un calcio di rigore nei minuti di recupero della sfida, per un presunto fallo commesso dal portiere avversario Sean McDermott: questa reazione gli è costata il secondo cartellino giallo e la conseguente espulsione.
Ha chiuso la stagione con 37 presenze e 16 reti; il Rosenborg ha concluso l'annata al secondo posto in campionato – centrando così la qualificazione ai turni preliminari della successiva Europa League – ed è stato sconfitto nella finale del Norgesmesterskapet 2013 dal Molde.
In vista del campionato 2014, ha cambiato il numero di maglia scegliendo il 14, lasciato libero dalla partenza di Jon Inge Høiland. Bille Nielsen ha dichiarato d'aver scelto il 14 poiché indossato dal suo idolo Guti al Real Madrid.
Il 14 luglio 2014, ha firmato ufficialmente un contratto con i francesi dell'Évian TG. Ha esordito nella Ligue 1 in data 9 agosto, subentrando a Fabien Camus nella sconfitta casalinga per 0-3 contro il Caen. Il 30 novembre ha realizzato la prima ed unica rete nella massima divisione locale, nel successo per 2-0 sul Guingamp. L'Evian ha chiuso la stagione al terzultimo posto in classifica, retrocedendo così in Ligue 2; Bille Nielsen ha giocato 19 partite in campionato, mettendo a referto un'unica marcatura. Ha giocato anche 4 partite per la squadra riserve del club francese, segnando 4 reti in altrettanti incontri nello Championnat de France amateur 2.
Il 1º luglio 2015, Bille Nielsen ha fatto ufficialmente ritorno in patria per militare nelle file dell'Esbjerg, formazione a cui si è legato con un contratto dalla durata triennale. Ha esordito il 20 luglio, schierato titolare nel pareggio esterno per 1-1 maturato sul campo dell'Aalborg. Il 14 settembre ha segnato la prima rete, nella vittoria interna per 4-2 sull'Odense. Rimasto in squadra fino al gennaio successivo, ha totalizzato 17 presenze e 5 reti in squadra.
Il 27 gennaio 2016 è passato ai polacchi del Lech Poznań, a cui si è legato per i successivi due anni e mezzo.
Nella stagione 2017-2018 ha militato nel Paniōnios.
Nell'estate 2018 si è trasferito al Lyngby con il quale ha giocato fino ad ottobre dello stesso anno. Successivamente ha rescisso il suo contratto con il club.
Il 25 luglio 2019 si è accordato con l'Ishøj, compagine militante in Danmarksserien (quarto livello del campionato danese). Il 20 novembre successivo, senza aver giocato alcun incontro in squadra, ha lasciato il club. A giugno 2020 si è accordato con il Værebro, in quinta divisione, dove ha ritrovato alcuni ex calciatori professionisti quali Quincy Antipas, Martin Albrechtsen, Brian Nielsen e Nabil Aslam.

### Nazionale
Bille Nielsen ha rappresentato la Danimarca a livello Under-18, Under-19, Under-20 e Under-21, oltre che la Nazionale maggiore. La prima gara con la rappresentativa Under-21 è stata datata 17 gennaio 2009, nella sconfitta per 0-1 contro la Nazionale maggiore panamense. Il 20 gennaio successivo ha realizzato la prima rete, nel pareggio per 1-1 contro il Nazionale guatemalteca.
È stato convocato in Nazionale maggiore nel corso dell'estate 2013. Il 14 agosto ha effettuato il suo debutto, sostituendo Nicklas Pedersen nella sconfitta per 3-2 contro la Polonia. Il 15 ottobre 2013 ha realizzato la prima rete, nel successo per 6-0 su Malta.

## Statistiche

### Presenze e reti nei club
Statistiche aggiornate al 1º febbraio 2018.
| Stagione            | Club                | Campionato          | Campionato | Campionato | Coppe nazionali | Coppe nazionali | Coppe nazionali | Coppe continentali | Coppe continentali | Coppe continentali | Supercoppe | Supercoppe | Supercoppe | Totale | Totale |
| Stagione            | Club                | Comp                | Pres       | Reti       | Comp            | Pres            | Reti            | Comp               | Pres               | Reti               | Comp       | Pres       | Reti       | Pres   | Reti   |
| ------------------- | ------------------- | ------------------- | ---------- | ---------- | --------------- | --------------- | --------------- | ------------------ | ------------------ | ------------------ | ---------- | ---------- | ---------- | ------ | ------ |
| 2005-2006           | Frem                | 1D                  | 30         | 3          | CD              | ?               | ?               | -                  | -                  | -                  | -          | -          | -          | ?      | ?      |
| set. 2006           | Frem                | 1D                  | 5          | 0          | CD              | ?               | ?               | -                  | -                  | -                  | -          | -          | -          | ?      | ?      |
| Totale Frem         | Totale Frem         | Totale Frem         | 35         | 3          |                 | ?               | ?               |                    | -                  | -                  |            | -          | -          | ?      | ?      |
| set. 2006-2007      | Reggina             | A                   | 7          | 0          | CI              | 2               | 1               | -                  | -                  | -                  | -          | -          | -          | 9      | 1      |
| 2007-gen. 2008      | Martina             | C1                  | 14         | 0          | CI              | ?               | ?               | -                  | -                  | -                  | -          | -          | -          | ?      | ?      |
| gen.-giu. 2008      | Lucchese            | C1                  | 3          | 0          | CI              | -               | -               | -                  | -                  | -                  | -          | -          | -          | 3      | 0      |
| 2008-2009           | Nordsjælland        | SL                  | 10         | 0          | CD              | ?               | ?               | -                  | -                  | -                  | -          | -          | -          | ?      | ?      |
| 2009-2010           | Nordsjælland        | SL                  | 32         | 8          | CD              | ?               | ?               | -                  | -                  | -                  | -          | -          | -          | ?      | ?      |
| set. 2010           | Nordsjælland        | SL                  | 6          | 2          | CD              | ?               | ?               | UEL                | 2                  | 0                  | -          | -          | -          | ?      | ?      |
| Totale Nordsjælland | Totale Nordsjælland | Totale Nordsjælland | 48         | 10         |                 | ?               | ?               |                    | 2                  | 0                  |            | -          | -          | ?      | ?      |
| set. 2010-2011      | Villarreal B        | SD                  | 33         | 5          | CR              | -               | -               | -                  | -                  | -                  | -          | -          | -          | 33     | 5      |
| 2010-2011           | Villarreal          | PD                  | 1          | 0          | CR              | -               | -               | -                  | -                  | -                  | -          | -          | -          | 1      | 0      |
| 2011-2012           | Elche               | SD                  | 37         | 11         | CR              | 1               | 0               | -                  | -                  | -                  | -          | -          | -          | 38     | 11     |
| 2012-gen. 2013      | Rayo Vallecano      | PD                  | 9          | 0          | CR              | 2               | 0               | -                  | -                  | -                  | -          | -          | -          | 11     | 0      |
| 2013                | Rosenborg           | ES                  | 27         | 8          | CN              | 7               | 8               | UEL                | 3                  | 0                  | -          | -          | -          | 37     | 16     |
| gen.-lug. 2014      | Rosenborg           | ES                  | 11         | 3          | CN              | 2               | 5               | UEL                | 0                  | 0                  | -          | -          | -          | 13     | 8      |
| Totale Rosenborg    | Totale Rosenborg    | Totale Rosenborg    | 38         | 11         |                 | 9               | 13              |                    | 3                  | 0                  |            | -          | -          | 50     | 24     |
| 2014-2015           | Évian TG            | L1                  | 19         | 1          | CF+CdL          | 2+1             | 1+0             | -                  | -                  | -                  | -          | -          | -          | 22     | 2      |
| 2014-2015           | Évian TG 2          | CFA2                | 4          | 4          | -               | -               | -               | -                  | -                  | -                  | -          | -          | -          | 4      | 4      |
| 2015-gen. 2016      | Esbjerg             | SL                  | 17         | 5          | CD              | 0               | 0               | -                  | -                  | -                  | -          | -          | -          | 17     | 5      |
| gen.-giu. 2016      | Lech Poznań         | EK                  | 0          | 0          | CP              | 0               | 0               | UEL                | -                  | -                  | -          | -          | -          | 0      | 0      |
| Totale              | Totale              | Totale              | ?          | ?          |                 | ?               | ?               |                    | 5                  | 0                  |            | -          | -          | ?      | ?      |

### Cronologia presenze e reti in Nazionale
| Cronologia completa delle presenze e delle reti in nazionale ― Danimarca | Cronologia completa delle presenze e delle reti in nazionale ― Danimarca | Cronologia completa delle presenze e delle reti in nazionale ― Danimarca | Cronologia completa delle presenze e delle reti in nazionale ― Danimarca | Cronologia completa delle presenze e delle reti in nazionale ― Danimarca | Cronologia completa delle presenze e delle reti in nazionale ― Danimarca | Cronologia completa delle presenze e delle reti in nazionale ― Danimarca | Cronologia completa delle presenze e delle reti in nazionale ― Danimarca |
| Data                                                                     | Città                                                                    | In casa                                                                  | Risultato                                                                | Ospiti                                                                   | Competizione                                                             | Reti                                                                     | Note                                                                     |
| ------------------------------------------------------------------------ | ------------------------------------------------------------------------ | ------------------------------------------------------------------------ | ------------------------------------------------------------------------ | ------------------------------------------------------------------------ | ------------------------------------------------------------------------ | ------------------------------------------------------------------------ | ------------------------------------------------------------------------ |
| 14-8-2013                                                                | Danzica                                                                  | Polonia                                                                  | 3 – 2                                                                    | Danimarca                                                                | Amichevole                                                               | -                                                                        |                                                                          |
| 10-9-2013                                                                | Erevan                                                                   | Armenia                                                                  | 0 – 1                                                                    | Danimarca                                                                | Qual. Mondiali 2014                                                      | -                                                                        |                                                                          |
| 15-10-2013                                                               | Copenaghen                                                               | Danimarca                                                                | 6 – 0                                                                    | Malta                                                                    | Qual. Mondiali 2014                                                      | 1                                                                        |                                                                          |
| Totale                                                                   |                                                                          | Presenze                                                                 | 3                                                                        |                                                                          | Reti                                                                     | 1                                                                        |                                                                          |

## Palmarès

### Club

#### Competizioni nazionali
- Coppa di Danimarca: 1

Nordsjælland: 2009-2010
- Supercoppa di Polonia: 1

Lech Poznan: 2016